# Stazione di Makiochi
La stazione di Makiochi (牧落駅?, Makiochi-eki) è una stazione delle Ferrovie Hankyū, situata sulla linea Minoo.

## Struttura
La stazione di superficie è passante e consiste in due binari con due marciapiedi laterali.

### Binari
| 1 | ■Linea Minō | per Ishibashi e alcuni servizi diretti per Toyonaka・Jūsō・Umeda |
| 2 | ■Linea Minō | per Minoo                                                        |